# Norre katt

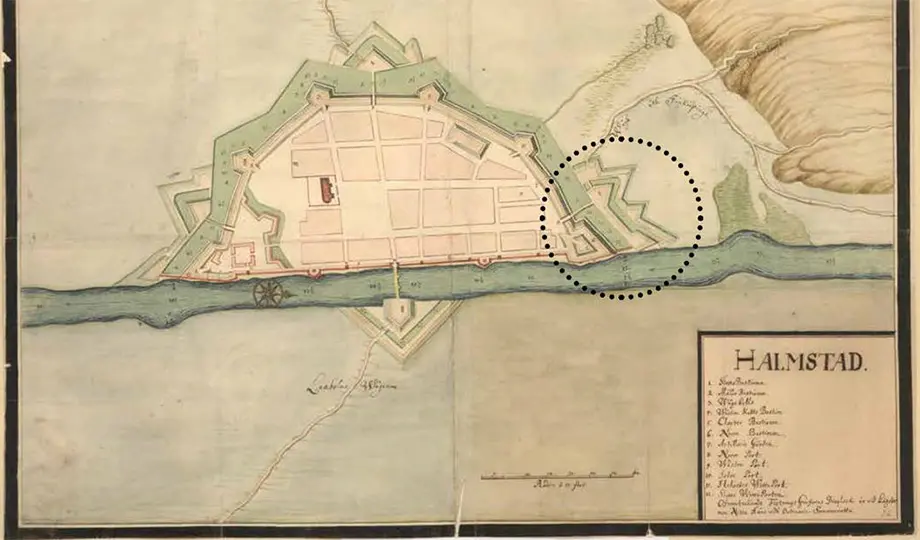
Karta från 1600-talet

Norre katt är ett av de två högverk som ingick i Halmstads stadsbefästning. Det anlades på Norra bastionen åt norr, medan Västerkatt låg mellan Västra Bastionen och Klosters bastion för försvar åt nordväst.
Norre katt är idag, efter en omgestaltning av området vid Norre Port på 1970-talet av Sven Brolid och Holger Blom, en kal triangulär plattform ovanpå Norra bastionen. Fram till mitten av 1960-talet låg där sommarrestaurangen Restaurang Norre Katt, också kallad Societetsrestaurangen, på det som tidigare kallades Övre Tivoli. Den uppfördes under andra hälften av 1800-talet i den dåvarande Tivoliparken (nu kallad Norre katts park), vilken sträckte sig över hela området för Norra bastionen. Sommarrestaurangen restaurerades och tillbyggdes 1906 efter ritningar av Sven Gratz.
Omkring 2020 fördes diskussioner inom kommunen om förändringar av Norra bastionens och Norre katts användning. Som en första etapp bedömdes åtgärder nödvändiga för att stabilisera bastionens slänter.